# Thonningia sanguinea
Thonningia sanguinea är en tvåhjärtbladig växtart som beskrevs av Vahl. Thonningia sanguinea ingår i släktet Thonningia och familjen Balanophoraceae. Inga underarter finns listade i Catalogue of Life.

## Bildgalleri

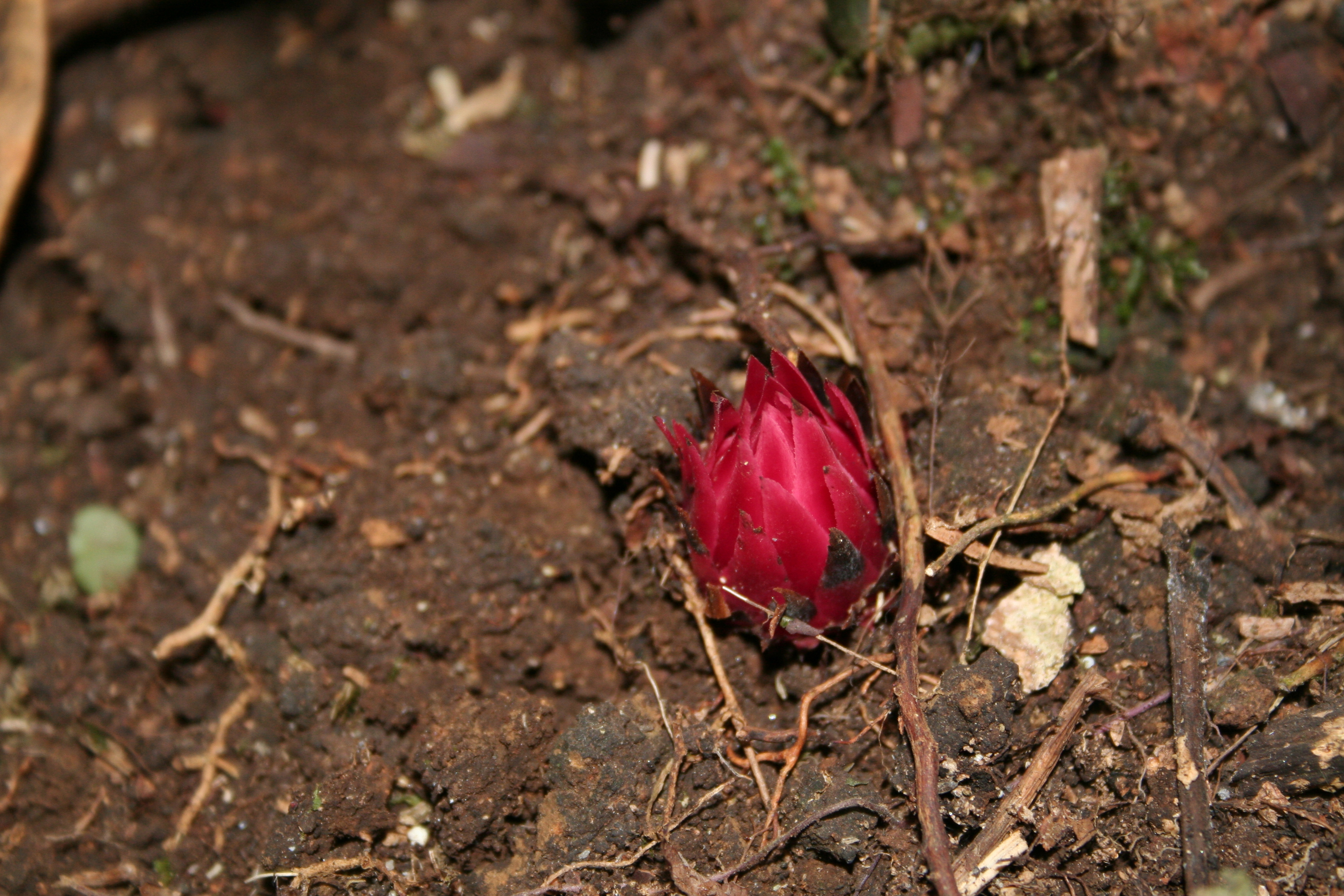
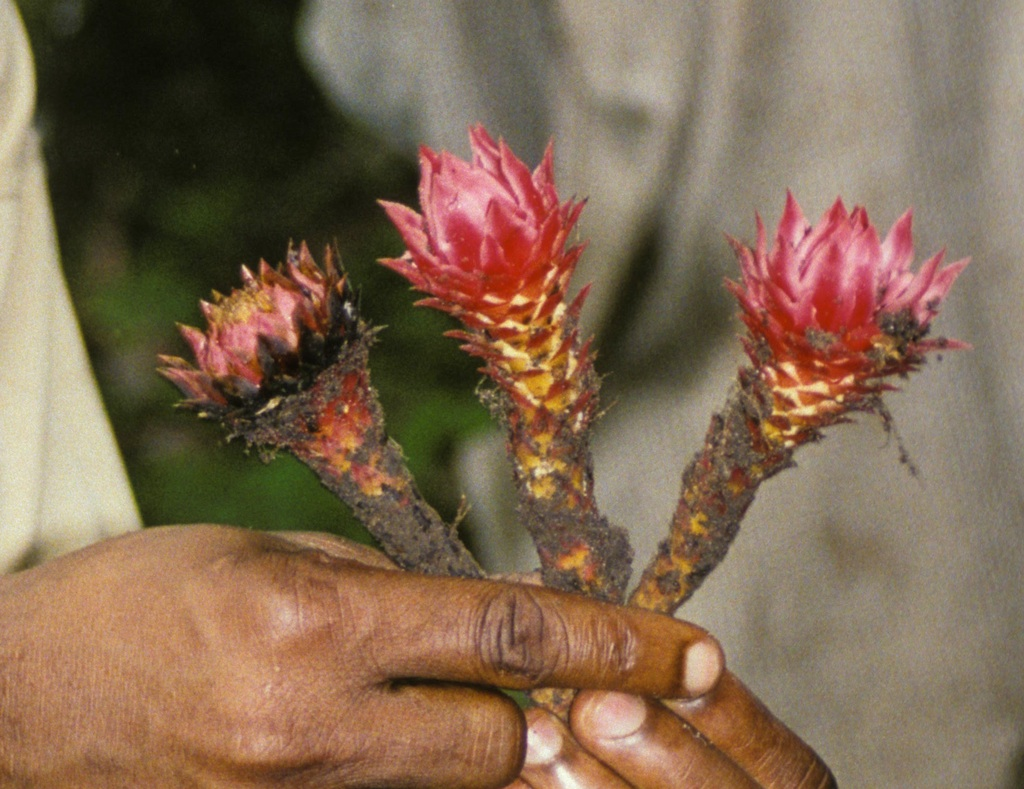